# Oberhof (Zwitserland)
Oberhof is een gemeente en plaats in het Zwitserse kanton Aargau en maakt deel uit van het district Laufenburg.
Oberhof telt 588 inwoners.